# A-320 (Rusland)
De A-320 is een federale autoweg in Rusland. Tot 2011 heette de weg M-38. Deze M-38 liep ten tijde van de Sovjet-Unie van Omsk via Pavlodar, Semey, Zaysan en Mayqapshaghay naar de Chinese grens. In Rusland is hier alleen nog het gedeelte tussen Omsk en de Kazachse grens van over. Dit gedeelte is 179 kilometer lang.
De A-320 begint aan het klaverblad met de R-254, de rondweg van Omsk. Vanaf daar loopt de weg met één rijstrook per richting, richting het zuidoosten. De weg loopt over de hele route op de oever van de rivier Irtysj. De A-320 is onderdeel van de E127.